# Gardi Kannu
Gardi Kannu o Garni Kannu fou un estat arameu de situació indeterminada en la zona del Balikh i el Khabur. Es va crear a principis del segle X aC i com un segle després fou sotmès a tribut per Adadnirari II (912-891 aC). Hauria estat annexionat en els següents anys, a tot tardar en el regnat de Assurnasirpal II (884-859 aC).